# Katunayake
Katunayake (syng. කටුනායක, tamil. கட்டுநாயக்க) – miasto w Sri Lance, w prowincji Zachodnia.